# Symbrenthia hypatia
Symbrenthia hypatia är en fjärilsart som beskrevs av Wall 1869. Symbrenthia hypatia ingår i släktet Symbrenthia och familjen praktfjärilar. IUCN kategoriserar arten globalt som livskraftig. Inga underarter finns listade i Catalogue of Life.